# Musikjahr 1417
Liste der Musikjahre

◄◄ | ◄ | 1413 | 1414 | 1415 | 1416 | Musikjahr 1417 | 1418 | 1419 | 1420

Weitere Ereignisse
Dieser Artikel behandelt das Musikjahr 1417.

## Ereignisse und Personalien

### Heiliges Römisches Reich

#### Freie Reichsstadt Konstanz
- Noch vor Ende des Konstanzer Konzils verlässt Guillaume Dufay im November des Jahres Konstanz, um zurück nach Cambrai zu gehen.[1]

### Herzogtum Burgund

#### Grafschaft Flandern
- Jacobus Coutreman ist an der Sint-Donaaskathedraal in Brügge als Sänger, Succentor, Organist and Schreiber tätig.[2]

### Königreich Aragonien
- Die königliche Hofkapelle Alfons V. von Aragón umfasst dreizehn Sänger, darunter Gacian Reyneau und Leonart Tallender und zwei Organisten. Die Sänger stammen aus Spanien, Frankreich und Deutschland.[3]
- Der französische Komponist Perrinet wirkt vermutlich als Instrumentalist am Hof Alfons V. in Barcelona.[4]

### Italienische Staaten

#### Kirchenstaat
- Der Tenorist Matthaeus Thoronte ist Mitglied des päpstlichen Chors.[5]

#### Patriarchat von Aquileia
- Pater Andrea ist von 1417 bis 1419 Organist der Kirche Santa Maria Maggiore in Udine.[6]

#### Venedig
- Der italienische Komponist Petrus Rubeus ist von März 1417 bis Mai 1446 fortlaufend an der Kathedrale von Treviso tätig.[7]

## Kompositionen und Schriften
- Gobelinus Person: Tractatus musicae scientiae[8]

## Instrumentenbau
- Johannes Cesaris, Organist an der Kathedrale von Angers, erhält von Jolanthe von Aragón eine kleine Orgel geschenkt.[9]

## Geboren
- Pietrobono de Burzellis, italienischer Sänger und Lautenist aus Ferrara († 1497)[10]
- Lorenzo da Prato, italienischer Orgelbauer aus Prato († 1492)[11]